# Kuang-čou-wan
Kuang-čou-wan (francouzsky Kouang-Tchéou-Wan, čínsky 廣州灣) bylo území pod francouzskou správou, nacházející se na jihu Číny. Mělo rozlohu 1300 km² a zahrnovalo oblast okolo ústí řeky Ma-sie do Jihočínského moře, severovýchodní pobřeží poloostrova Lej-čou a přilehlé ostrovy. Počet obyvatel se pohyboval okolo dvou set tisíc. Hlavním městem bylo Čan-ťiang (francouzsky Fort-Bayard).
Oblast zabrala francouzská vojenská expedice, 10. dubna 1898 uzavřela Francie s císařskou Čínou smlouvu o pronájmu na 99 let a začlenila území pod správu Francouzské Indočíny. Plán na vytvoření protiváhy Hongkongu se nezdařil, Kuang-čou-wan nikdy nezískalo srovnatelný hospodářský ani strategický význam, pokusy Francouzů o expanzi do vnitrozemí ztroskotaly na odporu čínských vojsk. Hlavními ekonomickými aktivitami byl obchod, stavba lodí a těžba uhlí. V únoru 1943 území obsadili Japonci, v srpnu 1945 Francouzi obnovili svoji kontrolu, ale pak předali Kuang-čou-wan pod správu Kuomintangu. Francouzská vlajka zde naposledy zavlála 20. listopadu 1945.
Francouzi v této své državě vybudovali katolické kostely a školy s výukou ve francouzštině. Pozůstatky francouzského vlivu byly zlikvidovány za kulturní revoluce, ale ještě v devadesátých letech bylo napočítáno kolem tisícovky starších lidí ovládajících francouzštinu.

## Galerie

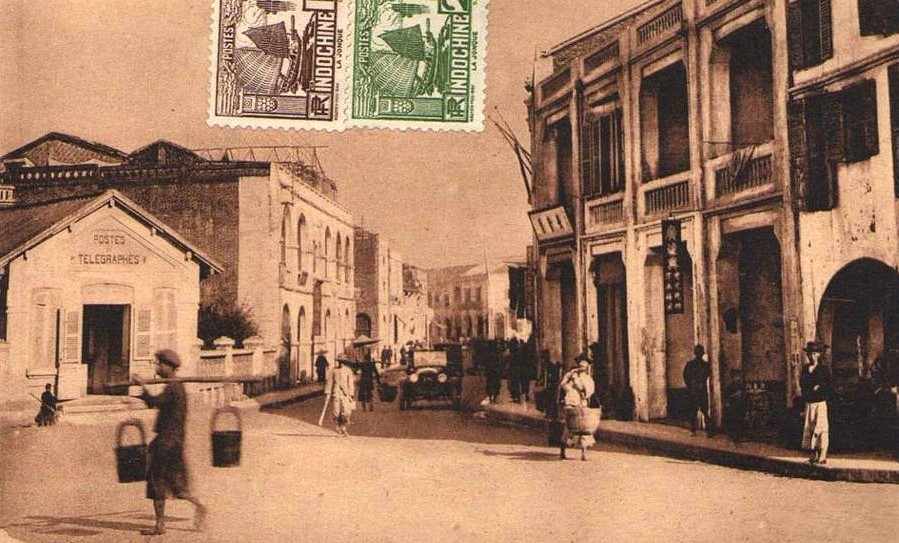
Poštovní a telegrafní úřad
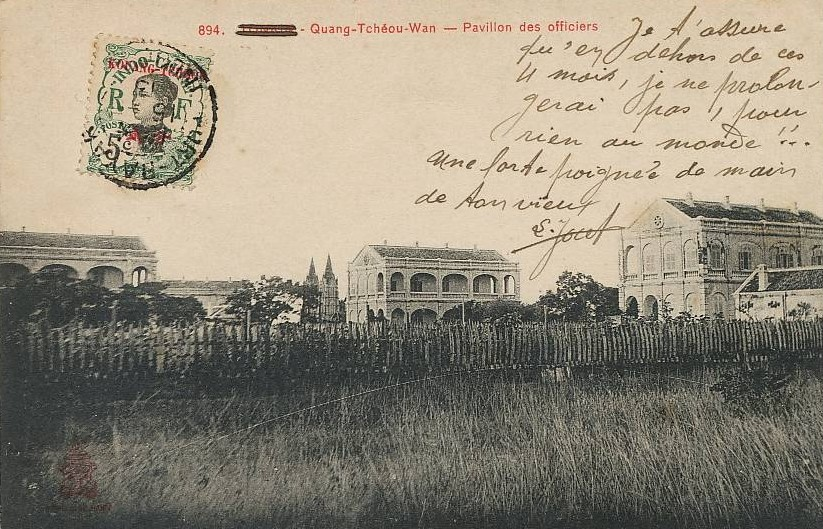
Francouzská kasárna
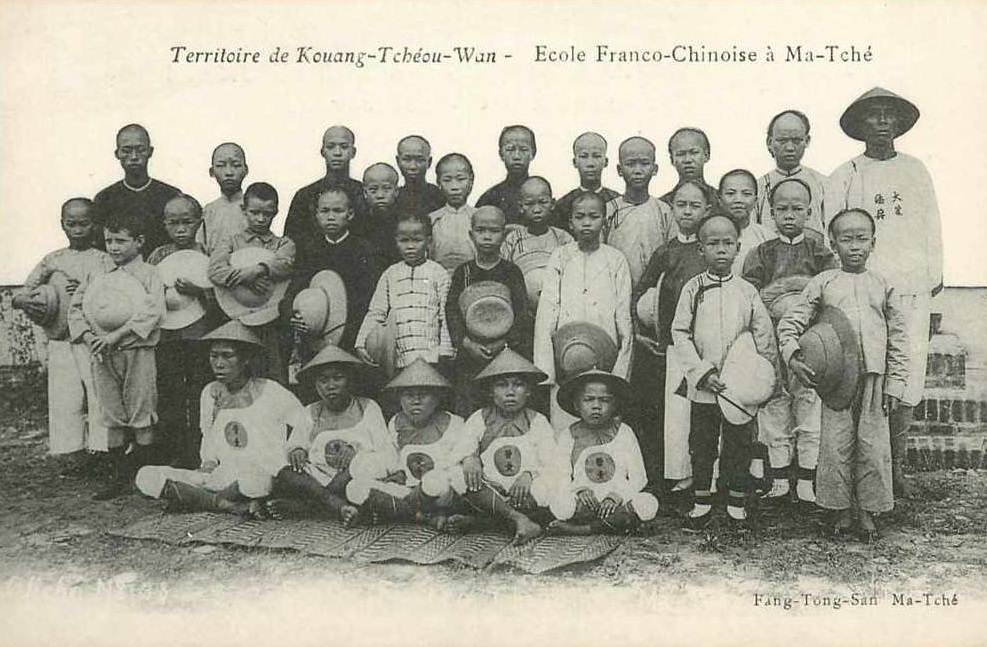
Žáci a učitelé místní školy